# 長内陽
長内 陽（おさない みなみ、1992年1月17日 - ）は、日本の俳優である。
東京都出身。かつてムーン・ザ・チャイルドに所属していた。身長166cm。

## 出演

### テレビドラマ
- 正義の味方 第1話（2008年9月、日本テレビ） - 楠木光輝 役

### 映画
- ハチミツの中（2006年1月、RQ）主演・充 役